# 溫斯特德鎮區 (明尼蘇達州麥克萊德縣)
溫斯特德鎮區（英語：Winsted Township）是位於美國明尼蘇達州麥克萊德縣的一個行政鎮區。

## 地方資料
溫斯特德鎮區的面積為88.12平方千米，當中陸地面積為85.44平方千米，而水域面積為2.68平方千米。根據2020年美國人口普查的數據，當地共有人口936人，而人口密度為每平方千米10.62人。